# Eremedaille van het Gevangeniswezen
De Eremedaille  van het Gevangeniswezen (Frans:Médaille d'honneur pénitentiaire) was een op 6 juli 1896 ingestelde Franse eremedaille. Deze onderscheiding werd door de Minister van Binnenlandse Zaken ingesteld. Toen de gevangenissen de verantwoordelijkheid werden van de Minister van Justitie werd de medaille door een onderscheiding van dat ministerie vervangen. Daartoe werd op 31 december 2003 de Eremedaille van de Administratie van het Gevangeniswezen gesticht.
De minister van Binnenlandse Zaken Louis Barthou verantwoordde de instelling van een nieuwe medaille met deze woorden: "Het administratief personeel van de gevangenissen, waaronder meer dan 5.000 bewakers die dag en nacht gedwongen zijn tot een constante waakzaamheid en vaak het slachtoffer worden van hun plichtsbesef en toewijding, verdienen, zo meen ik, de zorg van de overheid. Zij offeren zich op voor hun opdracht en dienen de openbare orde en de veiligheid. Hun belangrijke taak wordt desondanks niet wettelijk erkend. De regering beschikt niet over de middelen om het personeel, dat pas na dertig jaar dienst een langere vakantie mag aanvragen, al eerder te belonen. De officiële waardering na afloop van een verdienstelijke carrière is onduidelijk. 
Daarom lijkt het mij zinvol om verdienstelijke personeelsleden aan te moedigen met een speciale eremedaille, ingesteld om personeel dat door lange en onberispelijke dienst of door daden van uitzonderlijke moed in de uitoefening van hun functie te  belonen".
De Franse regering kon het exclusieve Legioen van Eer niet aan alle jubilerende of pensioengerechtigde ambtenaren verlenen en er was in een steeds meer democratische samenleving behoefte aan eerbewijzen. Voor de bewakers van gevangenissen in de koloniën had de Minister van Koloniën al op 27 oktober 1898 een Eremedaille voor het Koloniale Gevangeniswezen (Frans: "Médaille d’Honneur Pénitentiaire Coloniale " ingesteld.
De medaille werd alleen in zilver (Argent) uitgereikt voor verdiensten en op jubilea van het gevangenispersoneel.
Voor deze medaille kwamen bewakers, reclasseringspersoneel, opzichters, de medewerkers van de medische dienst en ook de medewerkers in de sociale zorg en nazorg in aanmerking.
In 2003 werd een overgangsregeling voor de dragers van de oude zilveren Medaille van het Gevangeniswezen van het Ministerie van Binnenlandse Zaken vastgesteld. De dragers daarvan worden gelijkgesteld met de dragers van de nieuwe bronzen medaille van de Minister van Justitie. 

## De medaille
De door Louis-Oscar Roty gegraveerde ronde medaille draagt aan de voorzijde de beeltenis van "Marianne", het zinnebeeld van de Franse Republiek. Zij draagt een kuras en een helm. Het rondschrift luidt MINISTÈRE DE LA JUSTICE en ADMINISTRATION PÉNITENTIARE.
Op de keerzijde staat REPUBLIQUE FRANÇAISE en HONNEUR ET DISCIPLINE. Op een kleine - op een lauwerkrans gelegde - cartouche met het jaartal MDCCCXVI is nog ruimte voor een inscriptie. Het rondschrift luidt ADMINISTRATION PENITENTIAIRE'
De in de antiekhandel zeer gezochte medaille heeft een diameter van 27 millimeter. Zij wordt aan een 35 millimeter breed groen zijden lint met amaranthrode chevrons op de linkerborst gedragen. 